# Chaumont-le-Bois
Chaumont-le-Bois är en kommun i departementet Côte-d'Or i regionen Bourgogne-Franche-Comté i östra Frankrike. Kommunen ligger i kantonen Châtillon-sur-Seine som tillhör arrondissementet Montbard. År 2022 hade Chaumont-le-Bois 79 invånare.

## Befolkningsutveckling
Antalet invånare i kommunen Chaumont-le-Bois
Referens:INSEE